# Пертіка-Альта
Пертіка-Альта (італ. Pertica Alta) — муніципалітет в Італії, у регіоні Ломбардія, провінція Брешія.
Пертіка-Альта розташована на відстані близько 470 км на північ від Рима, 100 км на схід від Мілана, 28 км на північ від Брешії.
Населення — 571 особа (2014).

## Демографія
Населення за роками:

Станом на 1 січня 2023 року в муніципалітеті офіційно проживало 10 іноземців з 6 країн, серед них 1 громадянин країн Євросоюзу та 1 громадянин України.

## Сусідні муніципалітети
- Касто
- Колліо
- Лодрино
- Марментіно
- Мура
- Пертіка-Басса
- Вестоне